# Paul Foerster
Paul Foerster, född den 19 november 1963 i Rangely, Colorado, är en amerikansk seglare.
Han tog OS-guld i 470 i samband med de olympiska seglingstävlingarna 2004 i Aten.